# Factory Records
Factory Records bylo britské hudební vydavatelství, které v roce 1978 v Manchesteru založili Tony Wilson a Alan Erasmus. Své nahrávky u tohoto vydavatelství vydávali například skupiny Happy Mondays, New Order a Joy Division. Vydavatelství zaniklo v roce 1992 po krachu své mateřské společnosti Factory Communications Ltd.